# 第148步兵師 (德國國防軍)
第148步兵師（德語：148. Infanterie-Division）是納粹德國國防軍陸軍的一個步兵師。該師於1944年9月在利古里亞組建。
該師改編自第148後備師，改編後一直在意大利作戰。
該師最後於1945年4月在塔罗河畔福尔诺沃向巴西遠征軍投降。

## 註腳
1. ↑  Mitcham（2007年）